# Kościół garnizonowy św. Stanisława Biskupa w Radomiu
Kościół garnizonowy św. Stanisława Biskupa w Radomiu – rzymskokatolicki kościół garnizonowy w Radomiu. Mieści się przy Placu Konstytucji 3 Maja, w dzielnicy Śródmieście. Obiekt jest częścią szlaku turystycznego Zabytki Radomia.

## Historia
Pierwotnie była to cerkiew pod wezwaniem świętego Mikołaja wybudowana w 1902 roku według projektu Wiktora Syczugowa, zmodyfikowanego przez innego rosyjskiego architekta – M. Prieobrażeńskiego. Świątynia została poświęcona 9 lutego 1902 roku przez lubelskiego biskupa prawosławnego Germana.
W 1918 roku cerkiew została przejęta przez Wojsko Polskie. Zniszczona podczas działań wojennych budowla miała być przebudowana na Muzeum Ziemi Radomskiej. Zwyciężyła jednak koncepcja przebudowy świątyni na kościół garnizonowy.
Przebudowa miała miejsce w latach 1925–1930. Autorem tej przebudowy był radomski architekt Kazimierz Prokulski. 5 października 1930 roku biskup polowy Wojska Polskiego ks. Stanisław Gall dokonał uroczystej konsekracji kościoła garnizonowego poświęconego czci Patrona Polski Św. Stanisława Szczepanowskiego, Biskupa i Męczennika.

## Proboszczowie parafii
- ks. Jan Koziński
- ks. Bronisław Wyganowski
- ks. płk Kryspin Rak (2016–2021)
- p.o. proboszcza ks. por. Karol Biegluk (2021)
- ks. mjr Łukasz Hubacz (od 25 kwietnia 2021)
- Ks.mjr.dr Tomasz Serwin od 2025

## Galeria

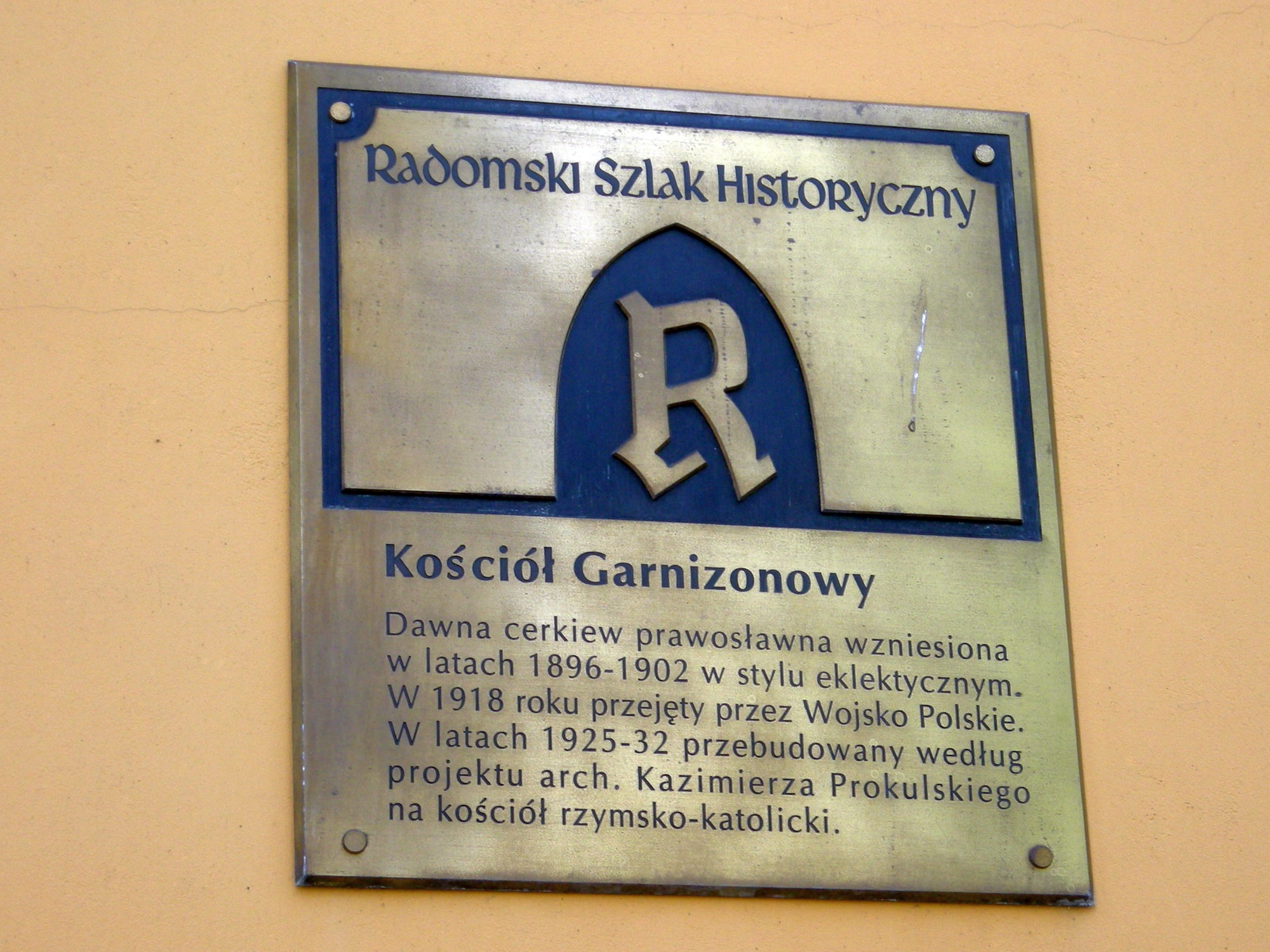
Tablica informacyjna
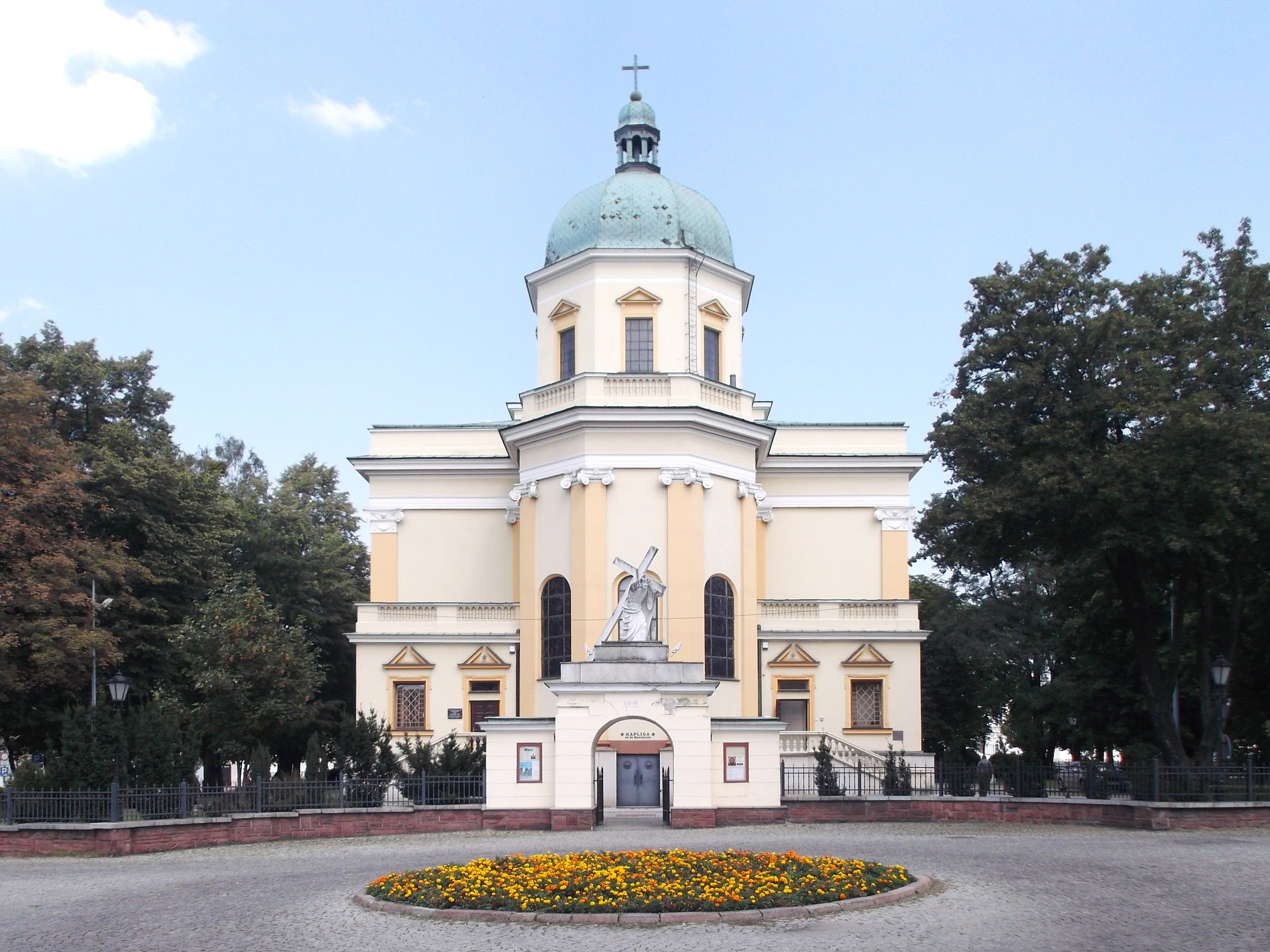
Widok od tyłu
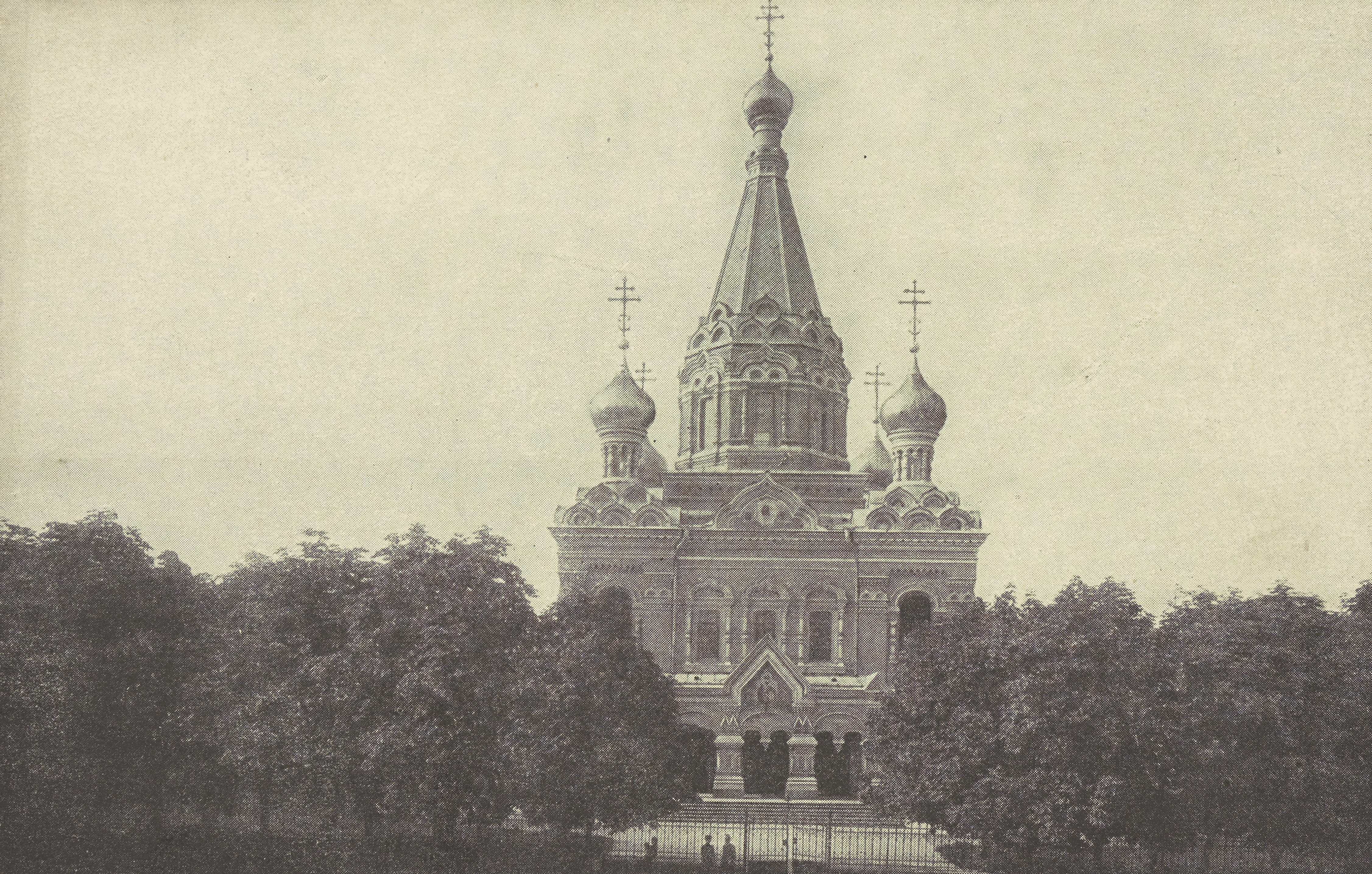
Widok z około 1910–1924